# Пак Сан Йон
Пак Сан Йон (кор. 박상영; нар. 16 жовтня 1995 року) — південнокорейський фехтувальник (шпага), олімпійський чемпіон 2016 року в індивідуальній шпазі, бронзовий призер Олімпійських ігор 2020 року, призер чемпіонатів світу.

## Виступи на Олімпіадах
| Олімпіада  | Дисципліна          | Місце |
| ---------- | ------------------- | ----- |
| Ріо 2016   | індивідуальна шпага | 1     |
| Ріо 2016   | командна шпага      | 5     |
| Токіо 2020 | індивідуальна шпага | 7     |
| Токіо 2020 | командна шпага      | 3     |